# ماکسیم فارازاین
ماکسیم فارازاین (انگلیسی: Maxime Farazijn؛ زادهٔ ۲ ژوئن ۱۹۹۴) دوچرخه‌سوار اهل بلژیک است.
از باشگاه‌هایی که در آن بازی کرده‌است می‌توان به اسپورت فلاندر-بالوزه اشاره کرد.